# 高須れいじ
高須 れいじ（たかす れいじ、1944年 - ）は、日本の漫画家。別名：高須礼二。

## 略歴
- 東京都立荻窪高等学校卒業。法政大学社会学部中退。
- 手塚治虫に師事。
- 1968年、ガメちゃん社長でCOM第7回月例新人に入選し、デビュー。

## 作品リスト
- ガメちゃん社長（COM 1968年1月号）[1]
- ずっこけ　とうちゃん（小学一年生 1970年2月号）[2]
- ウルトラセブン（小学二年生 1970年5月号-9月号）

- 帰ってきたウルトラマン（小学三年生 1971年5月号,11月号-1972年3月号）
- 大ちゃんルポ
  - 焼津魚市場（小学四年生 1970年11月号）[3]
  - 火事とたたかう消ぼうしょ（小学四年生 1970年12月号）[4]
  - ふぶきの中の富士山測候所（小学四年生 1971年1月号）[5]
  - 東京駅の24時間（小学四年生 1971年3月号）[6]
  - 野菜がやおやにとどくまで（小学四年生 1971年5月号）[7]
  - けい察犬出動じゅんびOK（小学四年生 1971年6月号）[8]
  - 宇宙を観そくする天文台（小学四年生 1971年7月号）[9]
  - 落とし物がもどるまで（小学四年生 1971年8月号）[10]
  - 動物園のびっくり食事（小学四年生 1971年9月号）[11]
  - ごみたいじ大作戦（小学四年生 1971年10月号）[12]
  - 紙ができるまで（小学四年生 1971年11月号）[13]
  - わしもクジラをとりに行くだす（小学四年生 1971年12月号）[14]
  - これが羽田空港だす（小学四年生 1972年1月号）[15]
- ジャンボーグA（小学四年生 1973年1月号-3月号）
- 学研まんが―ひみつシリーズ
  - 発明・発見のひみつ（1975年 ISBN 978-4050035878）[16]
- あなたに挑戦 名探偵推理クイズ（1977年 ISBN 9784050016020）[17]
- 学研まんが―伝記シリーズ
  - マルコ・ポーロ―世界的な大冒険家（1979年 ISBN 9784050022922）[18]
  - シートン―動物文学の父（1979年 ISBN 9784050025459）[19]
  - ニュートン―万有引力の発見者（1980年 ISBN 9784050028399）[20]
- クイズ・パズル大全科（1981年 ISBN 9784253008044）[21]
- ドッキリ!ミステリー推理クイズ（1984年 ISBN 9784051014308）[22]